# Ctenogobius fasciatus
Ctenogobius fasciatus är en fiskart som beskrevs av Gill, 1858. Ctenogobius fasciatus ingår i släktet Ctenogobius och familjen smörbultsfiskar. Inga underarter finns listade i Catalogue of Life.